# Адсорбированная коклюшно-дифтерийно-столбнячная вакцина
Вакцина  комбинированного типа. Используется, сокращенная по первым буквам инфекционных компонентов, аббревиатура АКДС-вакцина. А — адсорбированная, то есть компоненты препарата выдержаны на веществах, которые усиливают их действие и увеличивают продолжительность эффекта вакцинации; К — коклюш; Д — дифтерия; С — столбняк. АКДС-вакцина  содержит убитую цельную коклюшную палочку, анатоксин (обезвреженный токсин) дифтерийный и анатоксин столбнячный.
Вакцина АКДС применяется для формирования стойкой иммунной защиты от инфекций, особенно опасных для детей первых лет жизни. Консервант — мертиолят (тиомерсал) в концентрациях в 5-8 тысяч раз ниже летальной дозы.

## История
Организм человека способен спокойно перенести сразу несколько компонентов вакцины, направленных против различных инфекций. Важно не их количество, а совместимость. Первая комбинированная вакцина была лицензирована в 1949 году. В Советском Союзе массовое использование началось в 1964-1965 годах.  До того, как вакцины стали широко доступными, коклюш был одной из наиболее распространенных детских болезней в мире. В результате широкомасштабной вакцинации, проведенной в 1950-1960 годы в промышленно развитых странах, произошло резкое снижение заболеваемости (более 90%) и смертности от коклюша. Вакцина против коклюша (в комбинации с дифтерийным и столбнячным анатоксинами) стала компонентом Расширенной программы иммунизации с момента учреждения в 1974 г., и в 2008 г. около 82% всех детей грудного возраста в мире были привиты тремя дозами вакцины против коклюша. По оценкам ВОЗ, в 2008 г. В результате вакцинации против коклюша было предотвращено около 687 000 случаев смерти. В последние пять лет некоторые развивающиеся страны под воздействием общественности отказались от коклюшного компонента, в результате заболеваемость инфекцией и смертность от нее существенно выросли . В результате такого эксперимента правительства приняли решение вновь вернуться к вакцинации против коклюша.

## Аналоги
В российской медицинской практике используют отечественные препараты: АКДС, (АДС, АДС-М, АД, АД-М, АС), производства НПО "Микроген" или БИОМЕД им. И.И.Мечникова, а также импортные «Пентаксим», «Инфанрикс» и «Инфанрикс Гекса», «Адасель». Разница между отечественными и импортными вакцинами заключается в особенностях коклюшного компонента. В российских он цельноклеточный, то есть покрыт оболочкой. Именно она вызывает бурные реакции организма. Из-за этого цельноклеточные вакцины переносятся тяжелее, чем импортные бесклеточные аналоги. В бесклеточных (или ацеллюлярных аАКДС) вакцинах содержатся только 2 или 3 коклюшных антигена, в их составе нет целой коклюшной палочки.

## Применение
Адсорбированная коклюшно-дифтерийно-столбнячная вакцина (вакцина АКДС) применяется для профилактики заболевания детей дифтерией, столбняком и коклюшем. Каждое из этих трех острых инфекционных заболеваний может привести как к смерти, так и к тяжелым осложнениям, которые могут нарушить деятельность ряда органов и систем организма ребёнка. В частности, дифтерия может привести к настоящему крупу с внезапной остановкой дыхания, или к тяжелой формы инфекции с поражением многих систем организма; столбняк приводит к поражению нервной системы, возникновение асфиксии и остановку деятельности дыхательной и сердечно-сосудистой систем, что приводит к смерти; коклюш приводит к поражению нервной системы с нарушением умственной деятельности ребёнка и отставанием в учёбе, кровоизлияниям в мозг, тяжелому кашлю, дыхательной недостаточности и даже выпадению прямой кишки. Вакцинация на первом году жизни, а затем ревакцинация АКДС, согласно национальному календарю профилактических прививок, многократно снижает риск заражения этими опасными инфекциями. Если организм столкнется с возбудителем болезни, её течение будет легким и не будет представлять угрозы для жизни или развития тяжелых осложнений.

### Календарь прививок
Согласно Национальному календарю профилактических прививок РФ курс вакцинации АКДС состоит из 3-х прививок с интервалом 1,5 месяца: в 3, 4,5 и 6 месяцев. В 18 месяцев однократно проводится ревакцинация. АКДС-вакцину желательно сделать до 4 лет. Если ребенка до этого возраста не успели привить АКДС, то вакцинацию проводят АДС-анатоксином (в 4-6 лет) или АДС-М-анатоксином (в 6 лет и старше). АДС и АДС-М не содержат коклюшного компонента и защищают только от дифтерии и столбняка. Вводят вакцину с интервалом в 30 дней с последующей ревакцинацией через шесть-девять месяцев. В 7 и 14 лет — вторая и третья ревакцинация против дифтерии, столбняка .
График вакцинации обусловлен специфичностью формирования иммунного ответа организма. Иммунитет на всю жизнь от этих инфекций выработаться не может. К младшему школьному возрасту количество антител от коклюша значительно снижается, поэтому заразиться опасной инфекцией могут и привитые дети. Из-за этого к традиционной для России вакцинации на первом году жизни и в полтора года в график АКДС добавили ревакцинацию в семь и 14 лет. В европейских странах и США эта практика существует уже много лет. В России долгое время не было вакцины для проведения этой профилактической работы.
Длительность иммунитета после введения цельноклеточной вакцины типа АКДС и перенесения естественной инфекции составляет 6–12 лет. Длительность иммунитета после введения бесклеточной вакцины типа  бесклеточной АКДС  — 4–7 лет. Это обусловлено тем, что цельноклеточные вакцины, так же как и естественная инфекция, стимулируют выработку в основном клеточного иммунитета; бесклеточные вакцины стимулируют выработку гуморального иммунитета.

## Возможные побочные эффекты
Вакцина АКДС вызывает умеренные побочные эффекты. У части привитых в первые двое суток могут развиваться кратковременные общие (повышение температуры, недомогание) и местные (болезненность, гиперемия, отечность) реакции. В редких случаях могут развиться осложнения: судороги (обычно связанные с повышением температуры), аллергические реакции (крапивница, полиморфная сыпь, отек Квинке).
Учитывая возможность развития аллергических реакций немедленного типа у особо чувствительных детей, за привитыми необходимо обеспечить медицинское наблюдение в течение 30 мин. Места проведения прививок должны быть обеспечены средствами противошоковой терапии.
Общие и местные реакции: очень часто - покраснение, отек в месте инъекции (≤ 50 мм), лихорадка ≥38°С; часто - болезненность, отек в месте инъекции (> 50 мм); иногда - уплотнение в месте инъекции, чувство усталости, лихорадка ≥39.1°С, диффузный отек в месте инъекции, в некоторых случаях включая близлежащие ткани.
Для того чтобы уменьшить число побочных эффектов от цельноклеточной АКДС вакцины, её можно заменить комбинированным аналогом (вакцина Пентаксим, Инфанрикс), в которых цельноклеточный коклюшный компонент заменен на бесклеточный вариант (2-3 антигена), который практически не вызывает побочных реакций. Кроме того, комбинированные вакцины значительно снижают инъекционную нагрузку, позволяют уменьшить суммарную дозу дополнительных веществ.

## Противопоказания
Противопоказаниями к введению адсорбированной коклюшно-дифтерийно-столбнячной вакцины являются предыдущие тяжелые побочные реакции на введение АКДС, повышенная чувствительность к компонентам вакцины, острые заболевания или обострения хронических заболеваний на момент подготовки к введению вакцины, врожденные комбинированные иммунодефицитные состояния, первичная гипогаммаглобулинемия, прогрессирующее поражение нервной системы. Сильные побочные эффекты связаны именно с коклюшным компонентом АКДС –  поэтому ослабленным детям неврологи и педиатры вместо АКДС рекомендуют АДС-М, то есть только дифтерийно-столбнячный анатоксин, без коклюша.

## Форма выпуска
Cуспензия для внутримышечного введения. В ампулах по 1 мл (2 дозы), в упаковке 10 ампул. Хранят при 4—8 градусах 18 месяцев. В одной дозе препарата (0,5 мл) содержится 10 международных единиц (ME) инактивированных коклюшных микробов, 15 флокулирующих единиц (Lf) дифтерийного, 5 единиц связывания (ЕС) столбнячного анатоксина, от 0,25 до 0,55 мг алюминия гидроксида в пересчете на алюминий (сорбент), от 42,5 до 57,5 мкг тиомерсала (консервант). Хранить при температуре от 2 до 8 °С. После замораживания применению не подлежит.